# Владимир (Никольский)
Епископ Владимир (в миру Василий Степанович Никольский; 1 [13] января 1829 — 29 декабря 1900  [11 января 1901]) — епископ Русской православной церкви, епископ Нижегородский и Арзамасский. Духовный писатель, магистр богословия.

## Биография
Родился в 1829 году в семье священника Курской епархии. В 1851 году окончил Курскую духовную семинарию и 23 ноября в том же году рукоположен в сан иерея и назначен законоучителем Бобринецкого уездного училища в Херсонской епархии.
В 1857 году овдовел и поступил в число братии архиерейского дома. 21 декабря в том же году пострижен в монашество Дмитрием (Муретовым). В 1859 году поступил в Санкт-Петербургскую духовную академию и в 1863 году окончил её со званием магистра богословия. По окончании академии оставлен в ней при библиотеке.
18 (30) июля 1864 года — инспектор и профессор Казанской духовной семинарии. С 1867 года — инспектор и профессор Казанской духовной академии. 2 мая того же года возведен в сан архимандрита. С 10 (22) июля 1869 года — ректор Самарской духовной семинарии.
16 (28) марта 1875 года хиротонисан во епископа Брестского, викария Литовской епархии.
16 мая 1877 года назначен епископом Ковенским, викарием Литовской епархии.
14 (26) мая 1881 года назначен епископом Калужским и Боровским. Особенное внимание уделял благоустройству духовно-учебных заведений епархии. С его благословения в 1884 году первой настоятельницей создаваемого Шамординского монастыря стала монахиня София (Болотова).
21 мая 1888 года назначен епископом Пермским и Соликамским. Деятельность его была направлена главным образом на увеличение церковно-приходских школ, число которых при нём возросло с 61 до 253; сумма, расходуемая на них ежегодно, — с 3900 рублей до 15000. Кроме того, благодаря его энергии, возникли епархиальное женское училище и псаломщический класс, расширена деятельность братства св. Стефана, основано в епархии 40 складов с книгами религиозно-нравственного содержания и положено начало построению церквей школ в инородческим приходах. Незадолго до отъезда преосвященный совершил закладку западного пристроя к кафедральному собору.
7 (19) мая 1892 года назначен епископом Нижегородским и Арзамасским. Перед отъездом в Нижний Новогород пермское общество поднесло 25 мая преосвященному панагию. Проводы епископа состоялись 4 июня.
Скончался 29 декабря 1900 (11 января 1901) года.

## Публикации
- Лионская уния. Эпизод из средневековой церковной истории 1261—1293 гг. // Православное обозрение. — 1867. — Кн. 5-6, 8 и 9. (магистерская диссертация);
  - отд. изд.: [Москва]: Унив. тип. (Катков), ценз. 1867. — 106 с.
- Спор об исхождении Св. Духа // Православное обозрение. — 1867. — № 12.
- Памяти архимандрита Иннокентия // Православное обозрение. — 1868. — июль. — С. 254.
- Памяти Высокопр. Афанасия (Соколова), архиеп. Казанского // Православное обозрение. — 1868. — январь. — С. 80.
- Речь студентам XII выпуска Казанской Академии // Православное обозрение. — 1868. — август. — С. 350.
- Речь при погребении Владимира, архиепископа Казанского // Православное обозрение. — 1897. — октябрь. — С. 361—364.
- Речь при наречении его во епископа // Самарские епархиальные ведомости. — 1875. — № 9. — С. 198.